# بلژیک (ویرجینیای غربی)
بلژیک (به انگلیسی: Belgium) یک منطقهٔ مسکونی در ایالات متحده آمریکا است که در شهرستان تیلور، ویرجینیای غربی واقع شده‌است.